# Classifica giovani (Vuelta a España)
La classifica giovani alla Vuelta a España è una delle classifiche accessorie della corsa a tappe spagnola, istituita nel 2019. Consiste in una graduatoria a tempi che riguarda solo i ciclisti che non hanno ancora compiuto il ventiseiesimo anno di età il 1º gennaio dell'anno in corso. Il simbolo distintivo è la maglia bianca.

## Storia
La classifica riservata ai giovani, riservata agli under-26, viene istituita a partire dall'edizione 2017 della corsa spagnola, nelle prime due edizioni il leader della classifica indossava solamente un dorsale di colore rosso. Dall'edizione del 2019, il primo della classifica indossa la maglia bianca precedentemente riservata al leader della classifica combinata.
La decisione dell’organizzazione si pose quindi sulla scia di Giro d’Italia e Tour de France. Lo sponsor della nuova divisa è Feníe Energía, che nel 2017 e 2018 aveva accostato il proprio nome al premio di corridore più combattivo.

## Albo d'oro
| Anno          | Corridore          | Squadra                     | Tempo         | Altre classifiche |
| Dorsale Rosso | Dorsale Rosso      | Dorsale Rosso               | Dorsale Rosso | Dorsale Rosso     |
| ------------- | ------------------ | --------------------------- | ------------- | ----------------- |
| 2017          | Miguel Ángel López | Astana                      | 82h39'15"     | -                 |
| 2018          | Enric Mas          | Quick-Step                  | 82h07'44"     | -                 |
| Maglia Bianca |                    |                             |               |                   |
| 2019          | Tadej Pogačar      | UAE Team Emirates           | 83h10'09"     | -                 |
| 2020          | Enric Mas          | Movistar Team               | 72h49'48"     | -                 |
| 2021          | Gino Mäder         | Bahrain Victorious          | 84h07'02"     | -                 |
| 2022          | Remco Evenepoel    | Quick-Step Alpha Vinyl Team | 80h26'59"     | Generale          |
| 2023          | Juan Ayuso         | UAE Team Emirates           | 76h51'39"     | -                 |
| 2024          | Mattias Skjelmose  | Lidl-Trek                   | 81h55'07"     | -                 |